# Lamyra hamardabanica
Lamyra hamardabanica är en tvåvingeart som beskrevs av Pavel Lehr 1991. Lamyra hamardabanica ingår i släktet Lamyra och familjen rovflugor. Inga underarter finns listade i Catalogue of Life.